# DRAP1
DRAP1 (англ. DR1 associated protein 1) – білок, який кодується однойменним геном, розташованим у людей на короткому плечі 11-ї хромосоми. Довжина поліпептидного ланцюга білка становить 205 амінокислот, а молекулярна маса — 22 350.
| 10         |  | 20         |  | 30         |  | 40         |  | 50         |
| ---------- |  | ---------- |  | ---------- |  | ---------- |  | ---------- |
| MPSKKKKYNA |  | RFPPARIKKI |  | MQTDEEIGKV |  | AAAVPVIISR |  | ALELFLESLL |
| KKACQVTQSR |  | NAKTMTTSHL |  | KQCIELEQQF |  | DFLKDLVASV |  | PDMQGDGEDN |
| HMDGDKGARR |  | GRKPGSGGRK |  | NGGMGTKSKD |  | KKLSGTDSEQ |  | EDESEDTDTD |
| GEEETSQPPP |  | QASHPSAHFQ |  | SPPTPFLPFA |  | STLPLPPAPP |  | GPSAPDEEDE |
| EDYDS      |  |            |  |            |  |            |  |            |

A: Аланін

C: Цистеїн

D: Аспарагінова кислота

E: Глутамінова кислота

F: Фенілаланін

G: Гліцин

H: Гістидин

I: Ізолейцин

K: Лізин

L: Лейцин

M: Метіонін

N: Аспарагін

P: Пролін

Q: Глутамін

R: Аргінін

S: Серин

T: Треонін

V: Валін

Кодований геном білок за функціями належить до репресорів, фосфопротеїнів. 
Задіяний у таких біологічних процесах, як транскрипція, регуляція транскрипції, альтернативний сплайсинг. 
Білок має сайт для зв'язування з ДНК. 
Локалізований у ядрі.